# Fonsorbes
Fonsorbes este o comună în departamentul Haute-Garonne din sudul Franței. În 2009 avea o populație de 11.037 de locuitori.

## Evoluția populației
| An        | 1975  | 1982  | 1990  | 1999  | 2006   | 2009   |
| --------- | ----- | ----- | ----- | ----- | ------ | ------ |
| Populație | 2.049 | 3.241 | 4.252 | 6.909 | 10.396 | 11.037 |